# Абу Зайд, Наср
Наср Хамид Абу Зайд (араб. نصر حامد أبو زيد‎; 10 июля 1943[…], Танта — 5 июля 2010[…], Каир) — египетский мыслитель, писатель, академик и один из ведущих либеральных теологов ислама.

## Биография
Родился в Кухафе, небольшой деревне примерно в 120 км от Каира, недалеко от Танты, 10 июля 1943 года. Прошёл через традиционную религиозную школьную систему и был кари (чтецом Корана), и хафизом, полностью выучивший Коран с юных лет.
В возрасте 12 лет его посадили в тюрьму за то, что якобы симпатизировал «Братьям-мусульманам». На него действительно повлияли труды революционно-исламистского идеолога «Братьев-мусульман» Сейида Кутба, который был казнён в Египте в 1966 году, но по мере взросления Зайд отошёл от идей «Братьев-мусульман» и Кутба. После получения технического образования работал в Национальной организации связи в Каире. В то же время начал учиться в Каирском университете в Эль-Гизе, где получил степень бакалавра искусств арабских исследований (1972 год), а затем степени магистра искусств (1977 год) и доктора философии (1981 год) в области исламоведения, занимался интерпретацией Корана.
Известен своим проектом гуманистической коранической герменевтики, который бросил вызов господствующим взглядам на Коран, вызвав споры и дебаты. Не отрицая, что Коран имел божественное происхождение, он утверждал, что это культурный продукт, который нужно было читать в контексте языка и культуры арабов VII века и который можно было интерпретировать более чем одним способом. Также раскритиковал использование религии для проявления политической власти. В 1995 году шариатский суд Египта признал его отступником, что привело к угрозам расправы и побегу из страны через несколько недель. Позже вернулся в Египет, где и скончался.
Его называют одним из громких имен арабской интеллектуальной традиции после 1967 года.